# Горюнов, Николай Фёдорович
Никола́й Фёдорович Горюно́в (1923—1986) — старший лейтенант Советской Армии, участник Великой Отечественной войны, Герой Советского Союза (1945).

## Биография
Николай Горюнов родился 22 марта 1923 года в посёлке Чаадаевка (ныне — Городищенский район Пензенской области) в рабочей семье. Окончил восемь классов школы, работал счетоводом. В декабре 1941 года был призван на службу в Рабоче-крестьянскую Красную Армию. В 1942 году окончил Моршанское пулемётно-миномётное училище. С октября 1942 года — на фронтах Великой Отечественной войны. Принимал участие в Изюм-Барвенковской, Донбасской, Нижнеднепровской, Никопольско-Криворожской, Березнеговато-Снигирёвской, Одесской, Выборгско-Петрозаводской, Ясско-Кишинёвской, Дебреценской, Будапештской и Венской операциях. В одном из боёв был ранен. К декабрю 1944 года старший лейтенант Николай Горюнов командовал батареей 107-го миномётного полка 3-й миномётной бригады 7-й артиллерийской дивизии прорыва Резерва Главного Командования 46-й армии 2-го Украинского фронта. Отличился во время форсирования Дуная.
В ночь с 4 на 5 декабря 1944 года Горюнов в составе передовых штурмовых групп на подручных средствах переправился через Дунай к югу от венгерского города Эрчи. Находясь в боевых порядках стрелковых подразделений, он занимался обнаружением огневых точек противника и наводил на них огонь миномётов дивизиона. Благодаря эффективной корректировке была отражена контратака полка вражеской пехоты. При этом было уничтожено около роты немецких пехотинцев, 3 станковых пулемёта, подавлен огонь двух 81-миллиметровых артиллерийских батарей, что способствовало успешному расширению плацдарма до 4 километров в глубину.
Указом Президиума Верховного Совета СССР от 24 марта 1945 года за «мужество и героизм, проявленные при форсировании Дуная и в боях на захваченном плацдарме» старший лейтенант Николай Горюнов был удостоен высокого звания Героя Советского Союза с вручением ордена Ленина и медали «Золотая Звезда».
Конец войны Горюнов встретил в австрийском городе Грац. В 1946 году он был уволен в запас. Вернулся на родину. В 1951 году окончил Пензенскую областную партшколу, работал в аппарате КПСС в Чаадаевке. Умер 4 июля 1986 года. Похоронен на кладбище поселка Чаадаевка Городищенскиого района Пензенской области.
В честь Горюнова названа улица в Чаадаевке. На здании школы установлена мемориальная доска.
Был также награждён орденами Отечественной войны 1-й и 2-й степеней, орденом Красной Звезды, а также рядом медалей.